# Hentai ōji to warawanai neko.
Hentai ōji to warawanai neko. (変態王子と笑わない猫。? lett. "Il principe pervertito e il gatto che non ride."), anche conosciuto con le abbreviazioni HenNeko (変猫。?) e Towanai (とわない?), è una serie di light novel giapponese scritta da Sou Sagara e illustrata da Kantoku. Media Factory ha pubblicato sette volumi a partire da ottobre 2010. Una serie manga ispirata alla serie di romanzi è stata pubblicata a partire dal 2011 e conta cinque volumi, pubblicati da Media Factory. Una serie televisiva anime di 12 episodi prodotta da J.C.Staff è andata in onda dal 13 aprile al 26 giugno 2013 su Tokyo MX e altre reti nipponiche. In Italia la serie di HenNeko è al momento inedita.

## Trama
Yōto Yokodera è un ragazzo che frequenta il secondo anno delle scuole superiori e pensa continuamente ai propri "desideri carnali", ma nessuno lo identifica come un pervertito. Il ragazzo viene a conoscenza dell'esistenza di una statua raffigurante un gatto, capace di esaudire i desideri in cambio di un oggetto al quale si vuole rinunciare. Yōto si reca sul luogo per pregare, chiedendo di divenire capace di esprimere i propri pensieri lascivi ogniqualvolta ne senta il bisogno. Presso la statua, Yōto s'imbatte in Tsukiko Tsutsukakushi, una ragazza che frequenta il suo stesso liceo, giunta lì per impetrare dal felino una grazia di segno opposto a quella ricercata da Yokodera: essere in grado di nascondere le proprie reali intenzioni, senza palesarle immediatamente. La statua esaudisce i desideri dei due giovani, che si ritrovano ad avere le proprie personalità invertite.

## Personaggi

Eyecatch dell'anime raffigurante i personaggi della serie

### Protagonisti
Yōto Yokodera (横寺 陽人?, Yokodera Yōto)
Doppiato da: Yūki Kaji
Protagonista della storia, incredibilmente pervertito, sfrutta una maschera per nascondere questo suo aspetto.
Tsukiko Tsutsukakushi (筒隠 月子?, Tsutsukakushi Tsukiko)
Doppiata da: Yui Ogura
Azusa Azuki (小豆 梓?, Azuki Azusa)
Doppiata da: Kaori Ishihara
Tsukushi Tsutsukakushi (筒隠 つくし?, Tsutsukakushi Tsukushi)
Doppiata da: Yukari Tamura
Emi (エミ?) / Emanuela Pollarola (エマヌエーラ・ポルラローラ?, Emanuēra Porurarōra)
Doppiata da: Aimi Terakawa

### Secondari
Ponta (ポン太?)
Doppiato da: Hirofumi Nojima
Mai Maimaki (舞牧 麻衣?, Maimaki Mai)
Doppiata da: Yuka Takakura
Morii (モリイ?, Morii) e Moriya (モリヤ?, Moriya)
Doppiate da: Minami Takahashi (Morii), Aya Suzaki (Moriya)
Tsukasa Tsutsukakushi (筒隠 つかさ?, Tsutsukakushi Tsukasa)
Doppiata da Harumi Sakurai
Madre di Azuki (梓の母親?, Azuki no Hahaoya)
Doppiata da Aki Toyosaki
Il gatto di pietra (笑わない猫?, Warawanai Neko)
Doppiato da Yurika Kubo

## Media

### Light novel
La serie di light novel, intitolata Hentai ōji to warawanai neko., è scritta da Sou Sagara, con le illustrazioni di Kantoku; il primo romanzo è stato pubblicato da Media Factory il 25 ottobre 2010. Un drama CD è stato pubblicato in allegato all'edizione speciale del sesto volume della serie di light novel.
| Nº | Data di prima pubblicazione | Data di prima pubblicazione | Data di prima pubblicazione |
| Nº | Giapponese                  | Giapponese                  |                             |
| -- | --------------------------- | --------------------------- | --------------------------- |
| 1  | 25 ottobre 2010             | ISBN 978-4-8401-3555-9      |                             |
| 2  | 25 gennaio 2011             | ISBN 978-4-8401-3800-0      |                             |
| 3  | 25 maggio 2011              | ISBN 978-4-8401-3893-2      |                             |
| 4  | 22 settembre 2011           | ISBN 978-4-8401-4207-6      |                             |
| 5  | 23 marzo 2012               | ISBN 978-4-8401-4528-2      |                             |
| 6  | 25 marzo 2013               | ISBN 978-4-8401-4686-9      |                             |
| 7  | 25 ottobre 2013             | ISBN 978-4-04-066028-8      |                             |
| 8  | 25 aprile 2014              | ISBN 978-4-04-066389-0      |                             |
| 9  | 25 dicembre 2014            | ISBN 978-4-04-067316-5      |                             |
| 10 | 25 maggio 2015              | ISBN 978-4-04-067655-5      |                             |
| 11 | 25 aprile 2016              | ISBN 978-4-04-067954-9      |                             |
| 12 | 24 marzo 2018               | ISBN 978-4-04-069182-4      |                             |

### Manga
Un adattamento a manga, illustrato da Okomeken, è stato serializzato sulla rivista di Media Factory Monthly Comic Alive a partire dal numero di giugno 2011; i capitoli sono stati raccolti in volumi tankōbon, pubblicati dal 23 agosto 2011. Il manga è stato pubblicato anche al di fuori del Giappone: Digital Manga ha acquistato i diritti per la pubblicazione di un'edizione in lingua inglese e il primo volume è stato pubblicato il 31 ottobre 2012.
Un manga spin-off, intitolato Hentai ōji to warawanai neko. Nya! (変態王子と笑わない猫。にゃ?) e illustrato da Kashi, è stato pubblicato in un singolo volume il 23 marzo 2013.
| Nº | Data di prima pubblicazione | Data di prima pubblicazione | Data di prima pubblicazione |
| Nº | Giapponese                  | Giapponese                  |                             |
| -- | --------------------------- | --------------------------- | --------------------------- |
| 1  | 23 agosto 2011              | ISBN 978-4-8401-3555-9      |                             |
| 2  | 23 marzo 2012               | ISBN 978-4-8401-4436-0      |                             |
| 3  | 23 ottobre 2012             | ISBN 978-4-8401-4736-1      |                             |
| 4  | 23 marzo 2013               | ISBN 978-4-8401-5031-6      |                             |
| 5  | 23 gennaio 2014             | ISBN 978-4-04-066244-2      |                             |
| 6  | 23 marzo 2015               | ISBN 978-4-04-067285-4      |                             |
| 7  | 22 dicembre 2015            | ISBN 978-4-04-067859-7      |                             |

### Anime
Un adattamento ad anime, prodotto da J.C.Staff e diretto da Yōhei Suzuki, è stato trasmesso sulle reti televisive nipponiche dal 13 aprile al 29 giugno 2013. La serie è stata trasmessa anche via streaming in simulcast da Crunchyroll. La sigla di apertura utilizzata è "Fantastic Future" di Yukari Tamura, mentre la sigla di chiusura è "Baby Sweet Berry Love" di Yui Ogura.
Sentai Filmworks ha acquistato i diritti per la pubblicazione dell'anime nel Nord America, avvenuta in versione digitale e home video a partire dal secondo semestre 2013.

#### Lista episodi
| Nº | Titolo italiano (tradotto) Giapponese 「Kanji」 - Rōmaji                                                 | In onda        | In onda |
| Nº | Titolo italiano (tradotto) Giapponese 「Kanji」 - Rōmaji                                                 | Giapponese     |         |
| 1  | Il pervertito e il gatto di pietra 「変態さんと笑わない猫」 - Hentai-san to warawanai neko               | 13 aprile 2013 |         |
| 2  | La fata non si arrabbia mai 「妖精さんは怒らない」 - Yōsei-san wa okoranai                               | 20 aprile 2013 |         |
| 3  | Di qualcosa prima che te ne penta 「哀しむ前に声を出せ」 - Kanashimu mae ni koe o dase                   | 27 aprile 2013 |         |
| 4  | Come sconfiggere una spensierata regina 「気楽な王の斃し方」 - Kiraku na ō no heishihō                   | 4 maggio 2013  |         |
| 5  | Addio, casetta mia 「さよならマイホーム」 - Sayonara mai hōmu                                            | 11 maggio 2013 |         |
| 6  | Benvenuto, amico mio 「ようこそマイフレンド」 - Yōkoso mai furendo                                       | 18 maggio 2013 |         |
| 7  | Un giorno, come una famiglia 「いつかはマイファミリー」 - Itsuka wa mai famirī                           | 25 maggio 2013 |         |
| 8  | Una ragazza al 100% 「100%の女の子」 - 100% no onna no ko                                                | 1º giugno 2013 |         |
| 9  | Il principe felice 「幸福な王子」 - Kōfuku na ōji                                                        | 8 giugno 2013  |         |
| 10 | Il più lungo 「一番長いということ」 - Ichiban nagai to iu koto                                           | 15 giugno 2013 |         |
| 11 | All'interno di casa Tsutsukakushi 「筒隠さんの家の中」 - Tsutsukakushi-san no ie no naka                 | 22 giugno 2013 |         |
| 12 | Il principe pervertito e i ricordi che non esistono 「変態王子と記憶の外」 - Hentai ōji to kioku no soto | 29 giugno 2013 |         |

## Accoglienza
In Giappone il manga ispirato alla serie di light novel ha venduto 22 076 copie nella settimana dal 22 agosto al 28 agosto 2011.